# Mansour al-Nogaidan
Mansour al-Nogaidan (Arabisch: منصور النقيدان) (Buraidah, 28 november 1970) is een imam en schrijver uit Saoedi-Arabië.
Al-Nogaidan probeert de islam te hervormen. Hij streeft vooral voor de gelijkheid van de vrouwen binnen de islam, dit aan de hand van de koran. Zo zou in de heilige teksten van Sahih al-Bukhari staan, dat de vrouw in de tijd van de profeet Mohammed veel meer gelijkheid genoot dan nu. Verder concludeerde hij, dat de islam van vroeger veel liberaler was dan tegenwoordig. 
In het weekblad Al-Riyadh, waarvoor hij columnist was, pleitte hij, dat de overheid van Saoedi-Arabië gauw hervormingen op het gebied van geloof moest uitvoeren. Zo zou de overheid meer de radicalisering van het Islam moeten tegengaan en moet de overheid stoppen met het financieren van moskeeën in het buitenland. Mansour heeft vooral kritiek op het Wahabisme, wat de staatsdoctrine is. 
In 2003/2004 heeft Mansour een gevangenisstraf uitgezeten wegens het uiten van zijn liberale ideeën. Ondertussen mag Mansour niet meer over zijn ideeën schrijven en wordt hij als een afvallige beschouwd. Dit komt mede omdat hij voorstander is om de islam te humaniseren. Het nieuwe geloof moet volgens hem meer gaan om liefde en om begrip voor minderheden zoals homo's.